# Chiesa di Sant'Andrea (Monteceneri)
La chiesa di Sant'Andrea è un edificio religioso barocco che si trova a Vianco, nel comune di Monteceneri.

## Storia
La chiesa, accanto alla quale si trovano un ossario e un cimitero, fu realizzata prima del 1292, quando fu menzionata per la prima volta. Nel XVI secolo, tuttavia, l'edificio fu demolito e ricostruito con le sue forme attuali. Nel XVII secolo fu realizzato il campanile. Al secolo successivo, invece, risale il portico, diviso in due arcate sorrette da colonne binate. La consacrazione ebbe luogo nel 1776.

## Descrizione
Nella chiesa, a pianta rettangolare, sono degni di nota, oltre alla volta a crociera, l'affresco la Madonna del Latte di autore ignoto (1687), che ricorda lo stile di Giovanni Finale e inserisce temi legati alla Madonna del Purgatorio sullo schema classico della Virgo lactans. All'esterno si trova lo stemma araldico della famiglia Laffranchini. Poco distante dalla chiesa di Sant'Andrea è degno di nota il muro del sagrato, dotato di una colonna votiva. Sul portale si trova un altro affresco, la Madonna del Rosario e i santi Andrea e Abbondio.